# Eerste Kamerverkiezingen 2019/Kandidatenlijst/SP
De kandidatenlijst voor de Eerste Kamerverkiezingen van 2019 van de lijst SP (Socialistische Partij) (lijstnummer 5) is na controle door de Kiesraad als volgt vastgesteld:
1. Kox M.J.M. (Tiny) (m), Tilburg
2. Janssen R.A. (Rik) (m), Wassenaar
3. Gerkens A.M.V. (Arda) (v), Haarlem
4. van Apeldoorn E.B. (Bastiaan) (m), Haarlem
5. Ulenbelt P. (Paul) (m), Leiden
6. Groenendijk J. (Cobie) (v), Amsterdam
7. van Gemert N.M. (Nicole) (v), Utrecht
8. Meijer M.P. (Meta) (v), Amsterdam
9. Kuin R.M. (Ruud) (m), Haarlem
10. van Aelst R. (Lies) (v), Gorinchem
11. Altundal N. (Nurettin) (m), Oss
12. Coşkun T.S.J. (Theo) (m), Rotterdam
13. van Gijlswijk L.R. (Rosita) (v), Groningen
14. Heijmans N.G.L. (Nico) (m), 's-Hertogenbosch
15. Staarink I. (Inez) (v), Leiden
16. Ruers R.F. (Bob) (m), Sittard
17. Zeegers S.J. (Spencer) (m), Uden
18. van Heijningen J.G.C. (Hans) (m), Amsterdam
19. de Wit-Romans M.F.A. (Riet) (v), Heerlen
20. Poppe R.J.L. (Remi) (m), Vlaardingen

VVD · PVV · CDA · D66 · GroenLinks · SP · PvdA · ChristenUnie · Partij voor de Dieren · 50PLUS · SGP · DENK · FVD · Blanco lijst 15 · OSF
1995 · 1999 · 2003 · 2007 · 2011 · 2015 · 2019 · 2023